# Miraglossum superbum
Miraglossum superbum är en oleanderväxtart som beskrevs av F.K. Kupicha. Miraglossum superbum ingår i släktet Miraglossum och familjen oleanderväxter. Inga underarter finns listade i Catalogue of Life.